# فیلیپه ژنتی
فیلیپه ژنتی (به فرانسوی: Philippe Genty)، متولد 1938، یک کارگردان تئاتر فرانسوی است که در تمامی آثار خود از عروسک و اشیاء به‌گونه‌ای خلاقانه بهره می‌برد. وی کمپانی خود را تحت عنوان کمپانی فیلیپه ژنتی  در سال 1968 در پاریس تأسیس کرد و در این کمپانی آثاری به نمایش آمدند که نمایشگر ترکیبی خلاقانه از عروسک و اشیاء، رقص، میم، بازی با سایه و نور، موسیقی و صدا هستند. عروسک‌ها در آثار وی بسیار تحت تأثیر گروه‌های تئاتر عروسکی آمریکا به‌ویژه گروه نان و عروسک قرار دارند.
از سال 1968، یعنی از زمان تأسیس کمپانی فیلیپه ژنتی بیش از صد اجرای تئاتر و رویداد هنری توسط این کمپانی انجام‌شده است. اکثریت فعالیت‌های تئاتری این کمپانی توسط دو عضو ثابت، یعنی خودِ فیلیپه ژنتی و همسرش ماری آندروود صورت گرفته‌اند. از معروف‌ترین اجراهای فیلیپه ژنتی می‌توان از زائران ناکجاآباد ، منو فراموش نکن  و پایان زمین‌ها  نام برد.